# Église du Saint-Sépulcre de Parme
L'église du Saint-Sépulcre, est un lieu de culte catholique de style gothique, baroque et néoclassique, situé au 76 Strada della Repubblica à Parme, dans la province et le diocèse de Parme.

## Histoire
Une église de style gothique probablement construite vers 1257 sur le site d'une structure antérieure est mentionnée pour la première fois dans des documents de 1275. La construction de l’édifice actuel, attribué aux travaux de Bartolomeo Pradesoli et Jacopo di Modena  a commencé en 1506. La nef dans son style néoclassique date du  XVIIIe siècle. Le campanile de style baroque de 1616 est attribué aux architectes Malosso ou Simone Moschino. Des modifications subséquentes sont attribuées à Anthony Brianti en 1780.

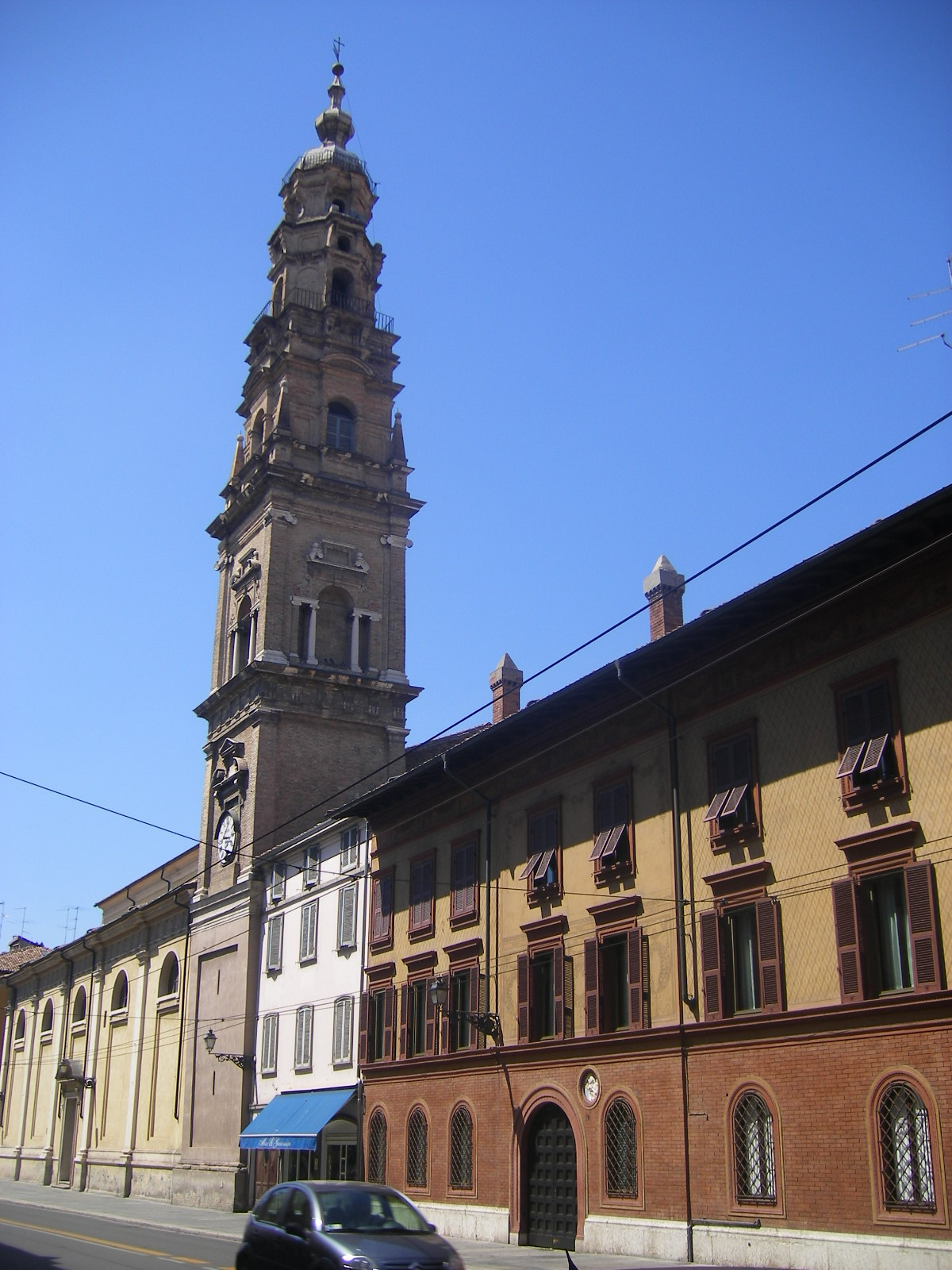
Le campanile

## Description
Le sommet a été ajouté en 1753. Le plafond en bois « à cassettoni » sculpté entre 1613 et 1617 est l'œuvre de Lorenzo Zaniboni et Giacomo Trioli. Les toiles de divers saints de l'intérieur sont attribuées à l'atelier de Leonello Spada au début du XVIIe siècle. 
Les stations de la Via Crucis ont été sculptées par Giuseppe Carra.
Au-dessus de l'autel, la Madonna con Gesù et San Giovannino e Angeli sont de Gerolamo Bedoli Mazzola. L'oeuve San Agostino in throne of Alexander a été réalisé par l'atelier de Mazzola.
Adjacent à l'église se trouve l'ancien monastère des chanoines réguliers du Latran, qui officièrent dans l'église de 1257 à 1798, date à laquelle l'ordre fut supprimé. Le monastère possède un cloître Renaissance conçu par Ziliolo da Reggio, les chapiteaux des colonnes ont été sculptés par Antonio Ferrari d'Agrate. 
En 1566, le monastère reçut le titre d'abbaye. Il appartient désormais à l'ordre dominicain.
L'orgue à tuyaux situé dans la partie supérieure du mur gauche de la nef installé par Girolamo Tortona en 1656 a été restauré et agrandi par Giuseppe Serassi en 1789.  Il a été réformé selon les nouveaux canons organistiques en 1925 par Pietro Gazza qui conserva une partie de l'orgue original tout en substituant une transmission pneumatique-tubulaire à la transmission mécanique initiale ce qui a nécessité la construction d’une nouvelle console et l’extension de la caisse pour accueillir les cannes du deuxième clavier. La reconstruction réalisée en 2005 par Daniele Maria Giani de Corte De’Frati (CR) a éliminé tous les ajouts de Pietro Gazza, en rétablissant la physionomie de l’instrument en pleine harmonie avec celle des orgues construits à Parme à la fin du XVIIIe siècle. L'orgue dispose de 28 registres avec un seul pédalier et une transmission entièrement mécanique.